# Martín Orozco Sandoval
Martín Orozco Sandoval (Santa María de los Ángeles, Jalisco, 25 de junio de 1967) es un contador público y político mexicano, miembro del Partido Acción Nacional. Fue gobernador del Estado de Aguascalientes (2016-2022), fue Senador por el estado de Aguascalientes de las LXII Legislatura y LXIII Legislatura. Fue presidente municipal de Aguascalientes de 2005 a 2007.

## Trayectoria académica
Orozco Sandoval trabajó como contador privado en el periodo 1983-1995 y obtuvo su título de contador en la Universidad Panamericana, campus Bonaterra en 1996. Comenzó su carrera en el PAN poco tiempo después. De 1999 a 2001, fue secretario de desarrollo social del municipio de Aguascalientes, y en 2001, dejó su cargo para convertirse en diputado local en la LVII Legislatura del Estado. Allí, él era el líder del grupo parlamentario del PAN.

## Trayectoria política
En 2004, se postuló como candidato para Presidente Municipal de Aguascalientes para el periodo 2005 - 2007 resultando ganador; al mismo tiempo, se desempeñó como Presidente de la Asociación de Municipios de México. En 2010, se postuló para Gobernador del estado y perdió frente a Carlos Lozano de la Torre, dos años más tarde, fue elegido Senador por la vía de mayoría relativa para las LXII y LXIII Legislaturas. En el Senado, presidió la Comisión de Federalismo y fue miembro de otras cuatro, Relaciones Exteriores, Organizaciones no Gubernamentales, Comercio y Fomento Industrial, de Hacienda y Crédito Público.
El 4 de febrero de 2016, Orozco dejó el Senado para ser por segunda ocasión candidato a gobernador del estado por el PAN,  En una elección cerrada, Orozco Sandoval derrotó a la candidata del PRI-PVEM-Nueva Alianza-PT, Lorena Martínez Rodríguez, por solo dos puntos porcentuales.

## Controversias
Cuando fue alcalde de Aguascalientes, en 2007, fue acusado de tráfico de influencias y ejercicio indebido del servicio público; esto porque habría realizado una triangulación de terrenos que le pertenecían al municipio, y fueron entregados a la asociación civil Fruideo, que era de su propiedad. En 2008, se interpuso una denuncia en su contra, y en 2010, hubo una orden de aprehensión en su contra, la cual pudo librar debido a una orden de amparo. En noviembre de 2023, fue declarado culpable por dichos delitos, y condenado a cuatro años de cárcel, 2,2 millones de pesos de multa y a una inhabilitación de tres años de para ejercer cargos en el servicio público.